# Delvis Santos
Delvis Santos (* 27. Juni 1999) ist ein portugiesischer Leichtathlet, der sich auf den Sprint spezialisiert hat.

## Sportliche Laufbahn
Erste internationale Erfahrungen sammelte Delvis Santos im Jahr 2019, als er bei den U23-Europameisterschaften im schwedischen Gävle im 200-Meter-Lauf in der ersten Runde disqualifiziert wurde. Bei den World Athletics Relays 2021 im polnischen Chorzów wurde er in der portugiesischen 4-mal-200-Meter-Staffel in 1:24,53 min Dritter hinter den Teams Deutschland und Kenia und mit der 4-mal-100-Meter-Staffel wurde er in der Vorrunde disqualifiziert. Anschließend wurde er bei den U23-Europameisterschaften in Tallinn im Halbfinale über 200 Meter disqualifiziert. Im Jahr darauf belegte er bei den Ibero-Amerikanischen Meisterschaften in La Nucia in 21,33 s den fünften Platz über 200 Meter und kam mit der 4-mal-100-Meter-Staffel nicht ins Ziel. Ende Juni schied er bei den Mittelmeerspielen in Oran mit 10,50 s in der Vorrunde im 100-Meter-Lauf aus und belegte in 21,06 s den sechsten Platz über 200 Meter. 2023 wurde er bei der 1. Liga der Team-Europameisterschaft im Rahmen der Europaspiele in Chorzów in 21,18 s Vierter im B-Lauf über 200 Meter und gelangte mit der 4-mal-100-Meter-Staffel mit 39,74 s auf Platz sechs im A-Lauf. Im Jahr darauf belegte er bei den Ibero-Amerikanischen Meisterschaften in Cuiabá in 20,78 s den sechsten Platz über 200 Meter und gelangte im Staffelbewerb mit 39,95 s auf Rang vier. Anschließend verpasste er bei den Europameisterschaften in Rom mit 39,26 s den Finaleinzug mit der Staffel.
2025 schied er bei den Halleneuropameisterschaften in Apeldoorn mit 6,77 s in der ersten Runde über 60 Meter aus.
In den Jahren von 2022 bis 2024 wurde Santos portugiesischer Meister im 200-Meter-Lauf sowie 2024 auch über 100 Meter. Zudem wurde er 2023 und 2024 Hallenmeister über 200 Meter.

## Persönliche Bestzeiten
- 100 Meter: 10,22 s (+1,7 m/s), 18. August 2024 in London
  - 60 Meter (Halle): 6,70 s, 21. Januar 2025 in Aarhus
- 200 Meter: 20,57 s (+0,8 m/s), 18. August 2024 in London
  - 200 Meter (Halle): 21,09 s, 23. Februar 2025 in Pombal